# أكسبريج (محطة مترو أنفاق لندن)

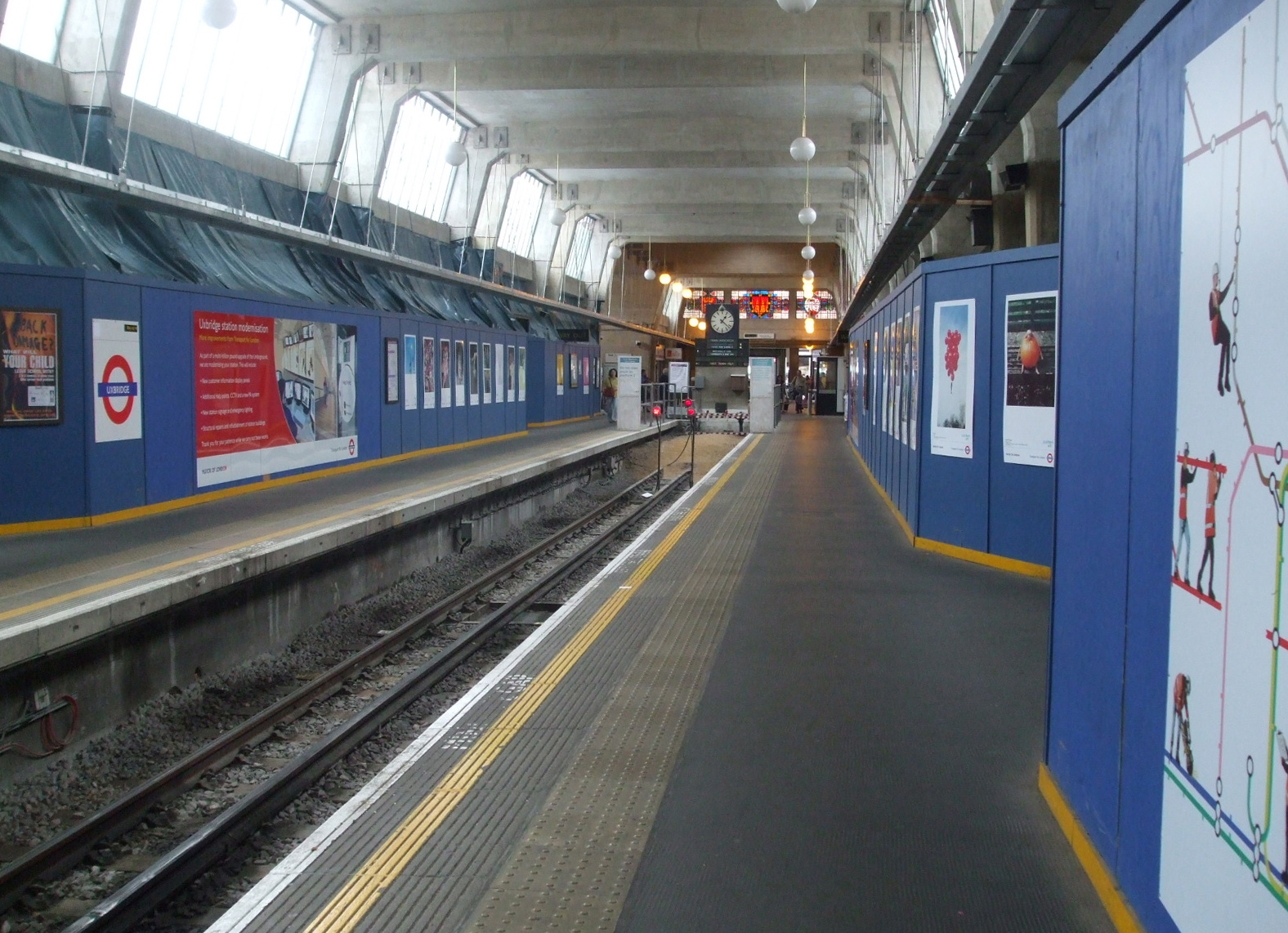
محطة أكسبريج

أكسبريج (بالإنجليزية: Uxbridge)‏ هي إحدى محطات مترو أنفاق لندن. تقع على خط ميتروبوليتان وبيكاديلي أفتتحت في المنطقة (Zone) رقم 6 أفتتحت في 4 يوليو 1904، تغيير الموقع 4 ديسمبر 1938.